# Kingfisher Airlines Tennis Open
Kingfisher Airlines Tennis Open je zaniklý mužský profesionální turnaj v tenise, který byl v letech 1996–2008 hrán venku na dvorcích s tvrdým povrchem. V rámci ATP Tour představoval součást kategorie International Series. Účastnilo se jej 32 hráčů dvouhry a 16 párů ve čtyřhře.
Turnaj byl založen v roce 1996 v čínské Šanghaji a následně se odehrával ve vietnamském Ho Či Minově Městě, indické Bombaji a konečně v bengalúrském areálu KSLTA Signature Kingfisher Tennis Stadium. V něm se měl roku 2008 uskutečnit další ročník události, který byl ovšem z důvodu bezpečnostní hrozby zrušen a přesunut na další sezónu.
V sezóně 2009 byl pak turnaj nahrazen nově vzniklou událostí Malaysian Open, konanou v malajsijském hlavním městě Kuala Lumpuru.

## Přehled finále

### Mužská dvouhra

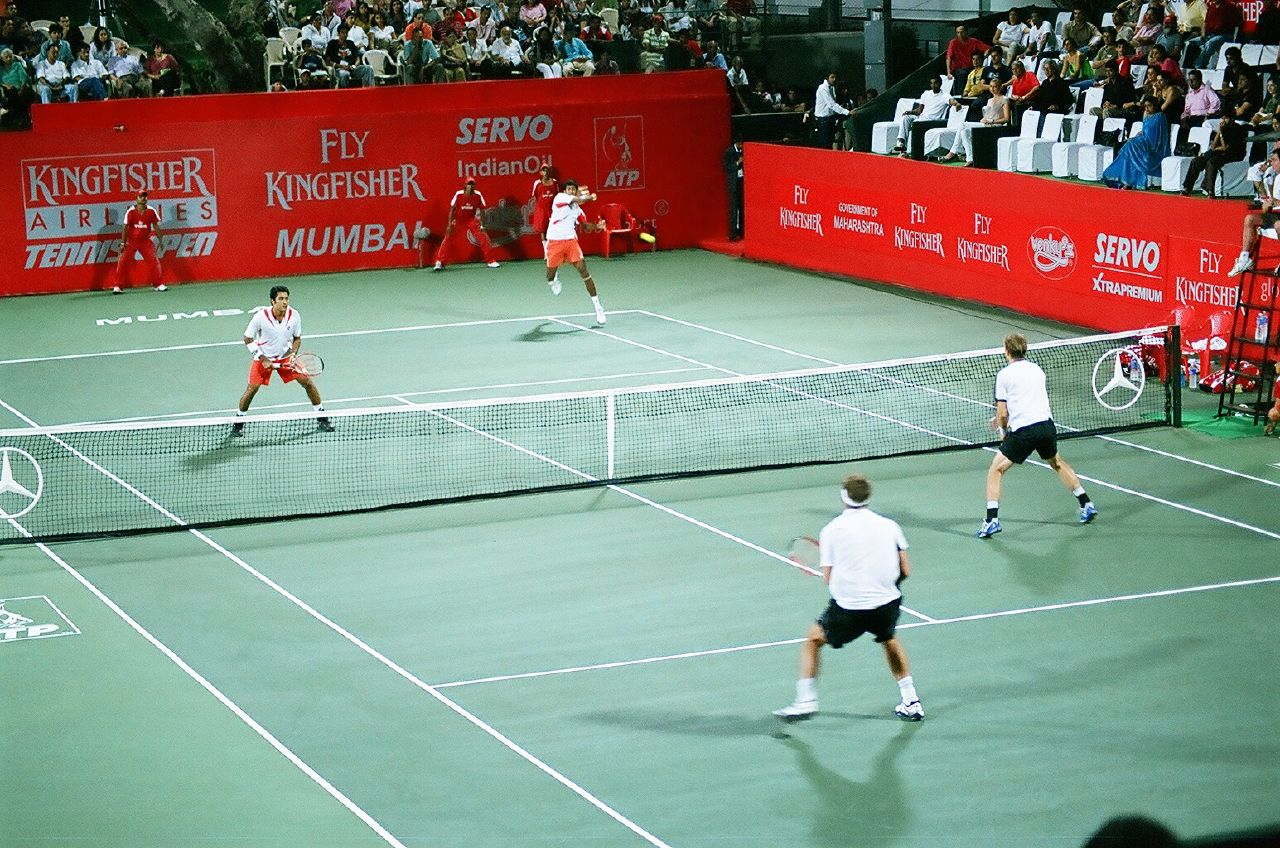
Finále mužské čtyřhry 2007 v bombajském areálu Cricket Club of India

| Dějiště            | Rok  | Vítěz              | Finalista         | Výsledek          |
| ------------------ | ---- | ------------------ | ----------------- | ----------------- |
| Bengalúru          | 2008 | turnaj se nekonal  | turnaj se nekonal | turnaj se nekonal |
| Bombaj             | 2007 | Richard Gasquet    | Olivier Rochus    | 6–3, 6–4          |
| Bombaj             | 2006 | Dmitrij Tursunov   | Tomáš Berdych     | 6–3, 3–6, 7–6(5)  |
| Ho Či Minovo Město | 2005 | Jonas Björkman     | Radek Štěpánek    | 6–3, 7–6(4)       |
| Šanghaj            | 2004 | Guillermo Cañas    | Lars Burgsmüller  | 6–1, 6–0          |
| Šanghaj            | 2003 | Mark Philippoussis | Jiří Novák        | 6–2, 6–1          |
| Šanghaj            | 2002 | turnaj se nekonal  | turnaj se nekonal | turnaj se nekonal |
| Šanghaj            | 2001 | Rainer Schüttler   | Michel Kratochvil | 6–3, 6–4          |
| Šanghaj            | 2000 | Magnus Norman      | Sjeng Schalken    | 6–4, 4–6, 6–3     |
| Šanghaj            | 1999 | Magnus Norman      | Marcelo Ríos      | 2–6, 6–3, 7–5     |
| Šanghaj            | 1998 | Michael Chang      | Goran Ivanišević  | 4–6, 6–1, 6–2     |
| Šanghaj            | 1997 | Ján Krošlák        | Alexandr Volkov   | 6–2, 7–6(2)       |
| Šanghaj            | 1996 | Andrej Olchovskij  | Mark Knowles      | 7–6(5), 6–2       |

### Mužská čtyřhra
| Dějiště            | Rok  | Vítězové                               | Finalisté                           | Výsledek             |
| ------------------ | ---- | -------------------------------------- | ----------------------------------- | -------------------- |
| Bengalúru          | 2008 | turnaj se nekonal                      | turnaj se nekonal                   | turnaj se nekonal    |
| Bombaj             | 2007 | Robert Lindstedt Jarkko Nieminen       | Rohan Bopanna Ajsám Kúreší          | 7–6(3), 7–6(5)       |
| Bombaj             | 2006 | Mario Ančić Mahesh Bhupathi            | Rohan Bopanna Mustafa Ghouse        | 6–4, 6–7(6), 10–8    |
| Ho Či Minovo Město | 2005 | Lars Burgsmüller Philipp Kohlschreiber | Ashley Fisher Robert Lindstedt      | 5–6(3), 6–4, 6–2     |
| Šanghaj            | 2004 | Jared Palmer Pavel Vízner              | Rick Leach Brian MacPhie            | 4–6, 7–6(4), 7–6(11) |
| Šanghaj            | 2003 | Wayne Arthurs Paul Hanley              | Shao Xuan Zeng Ben-qiang Zu         | 6–2, 6–4             |
| Šanghaj            | 2002 | turnaj se nekonal                      | turnaj se nekonal                   | turnaj se nekonal    |
| Šanghaj            | 2001 | Byron Black Thomas Shimada             | John-Laffnie de Jager Robbie Koenig | 6–2, 3–6, 7–5        |
| Šanghaj            | 2000 | Paul Haarhuis Sjeng Schalken           | Petr Pála Pavel Vízner              | 6–2, 3–6, 6–4        |
| Šanghaj            | 1999 | Sébastien Lareau Daniel Nestor         | Todd Woodbridge Mark Woodforde      | 7–5, 6–3             |
| Šanghaj            | 1998 | Mahesh Bhupathi Leander Paes           | Todd Woodbridge Mark Woodforde      | 6–4, 6–7, 7–6        |
| Šanghaj            | 1997 | Max Mirnyj Kevin Ullyett               | Tomas Nydahl Stefano Pescosolido    | 7–6, 6–7, 7–5        |
| Šanghaj            | 1996 | Mark Knowles Roger Smith               | Jim Grabb Michael Tebbutt           | 4–6, 6–2, 7–6        |